# Mugnano del Cardinale
Pour les articles homonymes, voir Cardinale (homonymie).
Mugnano del Cardinale est une commune italienne de la province d'Avellino dans la région Campanie en Italie. Elle abrite le principal sanctuaire italien dédié au culte de Sainte-Philomène, où se trouvent d'ailleurs ses reliques. C'est ici que guérit miraculeusement Pauline Jaricot en 1835.

## Histoire
La romanisation du territoire de Mugnano s'est déroulé au Ier siècle av. J.-C. puis au Ier siècle après, lorsque des terres furent distribuées à des vétérans de l'armée romaine. Au fil du temps certaines de ces propriétés prirent de l'importance, jusqu'à devenir des toponymes traversant les siècles. L'une de ces propriétés s'appelait Fundus Mugnanus (Fond de Munio), qui donna son nom à un village fondé au XIe ou XIIe siècle, embryon de la ville actuelle.
En 1312 Mugnano était un fief appartenant à un baron, qui le donna à l'abbaye de Montevergine contre d'autres propriétés dans la région de Salerno.
Une forteresse est construite de 1467 à 1485. 
En 1515 le fief est vendu à la Casa del Annunziata, principal organisme de protection sociale du royaume de Naples. Cette situation perdurera jusqu'à l'abolition du féodalisme en 1806.
L'événement le plus important de la ville se situe en 1805, lorsque furent apportés les restes d'une jeune martyre chrétienne découverts dans les catacombes romaines de Santa Priscilla, marquant ainsi le début du culte de Sainte Philomène. Les reliques sont installés dans une basilique inaugurée en 1600, bâtie en l'honneur de la Madonna delle Grazie (it), et qui fut renommée Sanctuaire de Santa Filomena.

## Administration
| Période                                  | Période | Identité | Étiquette | Qualité |
| ---------------------------------------- | ------- | -------- | --------- | ------- |
|                                          |         |          |           |         |
| Les données manquantes sont à compléter. |         |          |           |         |

### Communes limitrophes
Baiano, Mercogliano, Monteforte Irpino, Quadrelle, Sirignano, Visciano

## Géographie
Mugnano del Cardinale se situe dans la région Baianese, à 9 km à l'Est de Nola, à 22 km du cratère du Vésuve, à 32 km à l'Est de Napoli.
Elle est limitrophe des municipalités de Baiano, Mercogliano, Monteforte Irpino, Quadrelle, Sirignano, Visciano.